# Anomala palleola
Anomala palleola är en skalbaggsart som beskrevs av Leonard Gyllenhaal 1817. Anomala palleola ingår i släktet Anomala och familjen Rutelidae. Inga underarter finns listade i Catalogue of Life.